# اسنی‌ها
اسنی‌ها، اسنه (به یونانی: Εσσηνοι, Εσσαιοι، یا Οσσαιοι) گروه دینی یهودی بودند که میان سده‌های دوم پیش از میلاد تا یکم میلادی رخ نمودند. آن‌ها گرایش به زهد، درویشی و دست کشیدن از لذت‌های مادی چون زناشویی داشتند. شاخه‌هایی از آن‌ها باورهایی چون باور به انتظار برای بازگشت عیسی، تصوف و باور به آخرت داشتند.
و همچنین به نظر می‌رسد گیاه خوارانی صلح طلب بودند.
پیروان این اندیشه زمانی گروهی بزرگ ولی پراکنده بودند که بیشتر در اسرائیل جای‌داشتند. آن‌ها خود را واپسین نسل از آخرین نسل‌ها می‌انگاشتند. در روزگار کنونی یافتن طومار دریای مرده در غارهای کرانه قومران  در ۱۹۴۶ به نام‌آوری اندیشهٔ اسنی‌ها یاری رسانده‌است. اگرچه برخی پژوهشگران هستی چنین اندیشه‌ای را به چالش می‌کشند.
برخی محققان یحیی معمدان را نیز از این گروه دانسته‌اند.